# シュヴァルツ交代法
シュヴァルツ交代法（シュヴァルツこうたいほう、英語: Schwarz alternating method）とは、偏微分方程式を反復法で解く場合の領域分割法の1種である。
この方法では、系全体の領域を2つの小領域に分割した時、2つの小領域それぞれで方程式を解き、小領域が隣り合う境界条件にはそのそれぞれで求めた最新の解を代入する。
後に加法シュヴァルツ法として修正されることで実用的な方法となった。対して、元の抽象的な定式化は現在では乗法シュヴァルツ法（じょうほうシュヴァルツ法、英語: Multiplicative Schwarz method）と呼ばれる。

## 歴史
この方法は1870年にヘルマン・アマンドゥス・シュヴァルツによって初めて定式化された。
ただしシュヴァルツによる論文では理論的な手法として書かれており、実際に一般的な2階の楕円型偏微分方程式の収束性を証明したのは、約80年後の1951年に発表されたソロモン・ミフリン（英語: Solomon Mikhlin）による論文であった。